# Илово (озеро)
И́лово (бел. Ілава) — озеро в Белоруссии в Шарковщинском районе Витебской области. Площадь поверхности — 1,44 км². Объём воды — 4,25 млн м³. Высота над уровнем моря — 138,4 м. Относится к бассейну Дисны.
Берега в основном торфянистые, возвышенные, поросшие лесом и кустарником. Мелководье торфянистое, обширно, глубже дно сапропелистое.
Из-за того что озеро обладает достаточной прозрачностью и является относительно чистым, озеро зарастает слабо. Однако, на дне озера обитают различные виды растений.
В озере обитают такие виды рыб как: лещ, щука, линь, плотва, краснопёрка, окунь и другие.
Производится промысловый лов рыбы, а также платная любительская рыбалка.